# Diego Espejo
Diego Espejo Concepción (Santa Cruz de Tenerife, España, 18 de agosto de 2002) es un futbolista español que juega como defensa central en el Club Atlético Osasuna B.

## Trayectoria
Formado en las categorías inferiores del Club Atlético de Madrid al que llegó con apenas 14 años en 2016. En las siguientes temporadas iría quemando etapas en el conjunto madrileño pasando por los equipos cadetes y juveniles.
En la temporada 2021-22, forma parte de la plantilla del Club Atlético de Madrid "B" de la Segunda División B de España.
El 22 de febrero de 2022, renueva su contrato con el conjunto colchonero por dos temporadas hasta 2024 y se confirmó su fichaje por el Atlético Ottawa de la Canadian Premier League, en calidad de cedido por el Club Atlético de Madrid.
En enero de 2024, se marcha cedido durante 6 meses al Orihuela C. F., en el que se hace con un hueco como titular.
El 15 de agosto de 2024, se marcha libre al C. A. Osasuna B, con el que firma un contrato hasta el 30 de junio de 2026.

## Clubes
| Club                     | País   | Año       | Partidos | Goles |
| ------------------------ | ------ | --------- | -------- | ----- |
| Atlético de Madrid B     | España | 2021-2024 | 6        | 1     |
| Atlético Ottawa (cedido) | Canadá | 2021-2023 | 49       | 2     |
| Orihuela C.F. (cedido)   | España | 2023-2024 | 17       | 3     |
| C.A. Osasuna B           | España | 2024-     | 33       | 5     |